# 克列诺片段

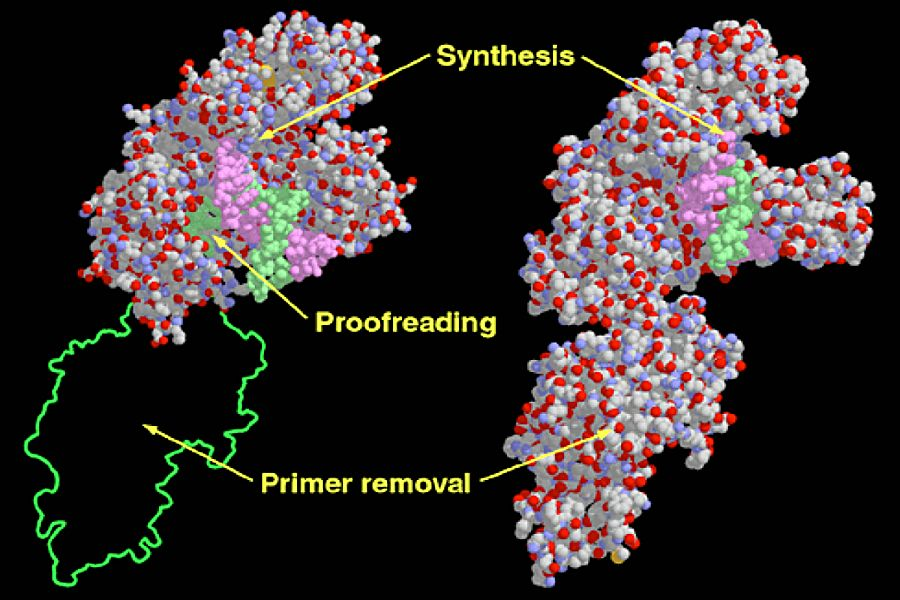
Klenow片段（左）与DNA聚合酶I（右）的功能结构域（PDB）

克列诺片段（Klenow fragment）或称克列诺酶（Klenow enzyme），是汉斯·克列诺1970年用枯草杆菌蛋白酶（subtilisin）处理大肠杆菌DNA聚合酶Ⅰ时，得到的两个片段中分子量较大的一个，它含有605个氨基酸残基（324～928），并有大小两个结构域，其中大结构域（518～928）具有5'→3'聚合酶和3'→5'外切酶活性，小结构域（324～517）则具有5'→3'外切酶活性。

## exo-Klenow片段
在一些應用中，Klenow片段的3'→5' 核酸外切酶活性可能會干擾合成進行。於是可透過修改大腸桿菌Pol A基因(D355A，E357A)使其N端324個鹼基移除並失去3'→5' 核酸外切酶活性而保留5'→3'聚合酶活性，這種形式的酶稱為exo-Klenow片段。
exo-Klenow片段用於微陣列的一些螢光標記反應，也可用於序列末端加上dA和dT，這是將DNA銜接子(Adapter)連接到DNA片段的過程中的重要步驟，經常用於製備用於次世代定序(NGS)的DNA文庫。